# 車いすテニス

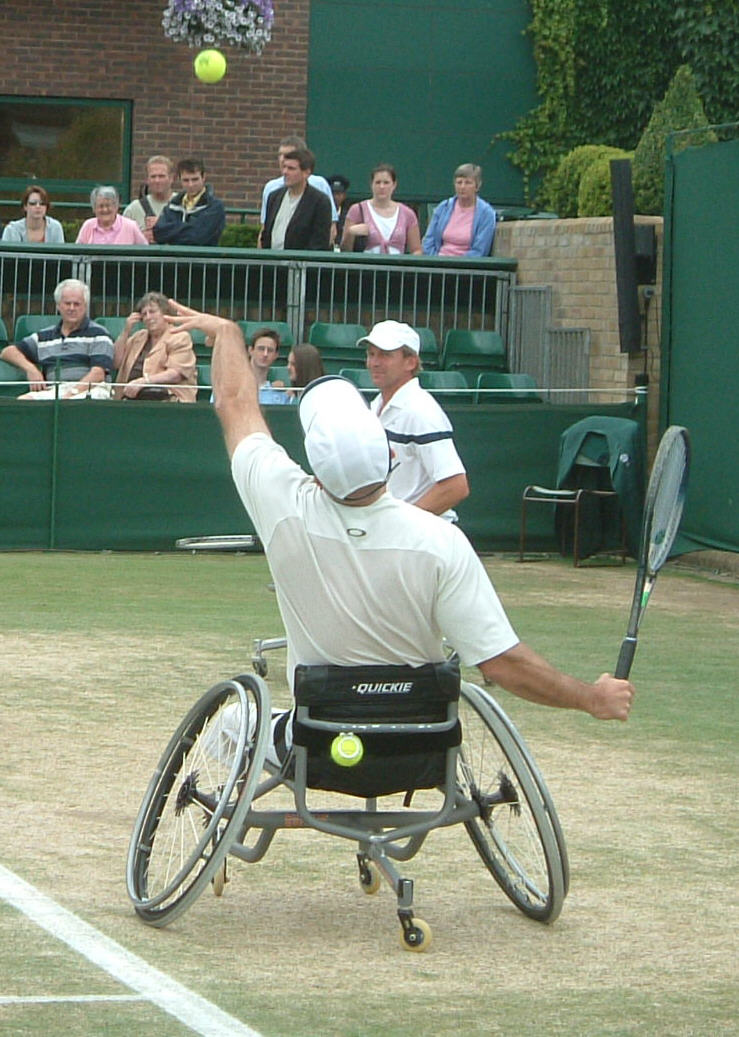
車いすテニス

車いすテニス（英語: wheelchair tennis）は、車いすに乗って行うテニスで車いすスポーツの1つ。
2バウンドでの返球が認められている以外、ルールはテニスと変わらない。そのため、障がい者は車いすを用いないプレイヤーとともに競技することが可能である。テニスの技術ばかりではなく、車いすを素早く正確にコントロールするチェアワーク（車いすによるフットワーク）が勝敗の鍵となる。パラリンピックでは1988年のソウル大会で公開競技となり、1992年のバルセロナ大会より正式競技として行われている。

## 競技
車いすテニスには以下の4つのクラスがある。
- 男子
- 女子
- クァード
- ジュニア

クァードは四肢麻痺（quadriplegia）の略で重度の障害をもつ選手が、ジュニアは18歳未満の選手が出場するクラスである。男子、女子、クァード、ジュニアの4つのクラスにはそれぞれシングルスとダブルスがある。クァードには性別による区別がないため、ダブルスの試合で男女のペアが出場できる。また、障害者が健常者と組むダブルスをニューミックス（ダブルス）と呼ぶ。
車いすテニスではボールを相手コートに打ち返すまでに2度のバウンドまで認められている。2度目のバウンドはコート外に出てもよい。健常者と対戦もしくは組んで競技する場合は、車いすを用いる障害者のみにこの2バウンドルールが適用される。

## 用具・設備
ラケット、テニスボールなどの用具はテニスと変わらない。コートのサイズも同じである。
素早く向きを変えてボールを打ち返す位置につくことができるように、軽量で、2つの左右の車輪の上部が内側にハの字のように傾斜した競技用車いすが用いられる。これらの専用車いすには小さな補助輪もついている。
クァードクラスでは腕の筋力が弱い選手もいるため、ラケットと手をテーピングで留めることが認められている。競技の際には障害のために汗をかくことができず体温調節が困難な選手に配慮して、日よけや氷を準備するなど暑さへの特別な対策も求められる。

## 歴史

### はじまり
障害者が車いすでテニスを楽しむことはレジャーとしてはそれまでにも存在していたが、1976年、アクロバットスキーの競技中のけがにより下半身不随となっていたアメリカのブラッド・パークスが、ジェフ・ミネンブレイカー（Jeff Minnenbraker）とともに車いすの改良を含め、本格的な競技スポーツとして成立させたのが、車いすテニスの始まりとされる。
1977年春、パークスはアメリカ西海岸でエキシビションマッチを開催、これを受けてロサンゼルス市が20名の選手が参加する初のトーナメント戦を実施した。1980年にはパークスが中心となってアメリカ車いす財団（NFWT）が設立され、初の全米オープンが開催となり、アメリカ国内各地でツアーも行われた。このツアーの時期にパークスらはジョン・ニューカムやフレッド・ストール、チャーリー・パサレルとの知己を得て、オーストラリアでのエキシビションマッチに招待された。

### 国際化
1981年、競技としての車いすテニスの国際普及を目指して車いすテニス選手協会（WTPA）が設立され、アメリカ国内を転戦して全米オープンで勝者を決定するグランプリサーキットの第1回大会が行われ、パークスによる教本も出版された。
ヨーロッパではフランスで国内ツアーが開催され、ヤニック・ノアやアンリ・ルコントといったプロテニス選手が車いすテニス選手と組むエキシビションも行われた。1983年にはパリ郊外のアントニーでアントニー・オープンと呼ばれる初の車いすテニスの国際トーナメントが開催された。1984年、イギリスのストーク・マンデビルで初めて車いすテニスの公開競技が行われた。
日本で本格的な普及活動が始まったのもこの頃で、1983年、ハワイのホノルルマラソンに車いすで参加した松尾清美は、現地で車いすテニスを体験し、帰国後に友人達と練習を始めた。また、ロサンゼルスで車いすテニスに出会ったことをきっかけに、佐藤政廣はパークスの教本を日本語に翻訳し、講習会を実施、障害者と健常者がダブルスを組むニューミックスの競技会を開催した。1985年には福岡県飯塚市で飯塚国際車いすテニス大会（ジャパン・オープン）の第1回大会が行われた。
1985年、ワールドチームカップが創設された。第1回大会は男子選手が中心であったが、翌年の大会から女子の部が正式に発足した。
ヨーロッパでは1985年に欧州車いすテニス連盟（EWTF）が設立され、翌1986年に最初のフレンチ・オープンが開催されて欧州における競技人口およびトーナメント数が急増した。1987年にはイギリスの国際ストーク・マンデビル車いす競技大会に車いすテニスが正式に加わった。
1988年7月、国際テニス連盟が車いすテニスにおける2バウンドによる返球ルールを承認し、この新競技を正式に認可した。10月にはブラッド・パークスを会長とする国際車いすテニス連盟（IWTF）が設立された。最初の加盟国はオーストラリア、カナダ、フランス、イギリス、オランダ、イスラエル、日本、アメリカの8カ国である。
さらに、国際ストーク・マンデビル車いす競技連盟（ISMWSF）と国際テニス連盟の働きかけによって、車いすテニスはソウルパラリンピックの公開競技に選ばれ、男女シングルスの試合が行われた。

### 深化と統合
1989年、初の全豪オープンがオーストラリアのメルボルンで開催された。1990年にはアメリカ、フロリダ州キー・ビスケインで行われたリプトン・プレイヤーズ選手権に車いすテニス部門が設立され、健常者のプロテニス選手と同じ競技会に初めて車いすテニス選手らが参加した。
1992年、ソウル大会での成功を受けて車いすテニスがバルセロナパラリンピックの正式種目となり、男女のシングルスおよびダブルスの競技が行われ、同年、国際車いすテニス連盟のスポンサーとなったNECの名を冠したNEC車いすテニスツアーが発足した。1994年からNEC車いすテニスマスターズも開催されている。同じ年、車いすテニスはアジア太平洋地域の国際競技会、フェスピックの正式種目に加えられた。
1998年、国際車いすテニス連盟が国際テニス連盟に統合され、ジュニア部門やベテラン部門と並ぶ、同連盟の車いすテニス部門として正式に組み入れられた。同じ年、アメリカ車いす財団もまた全米テニス協会に統合された。この年のワールドチームカップにクァードクラスの試合が、2004年のアテネパラリンピックにはクァードクラスのシングルスとダブルスの試合がそれぞれ加わった。
2000年代に入ると、一般テニスの主要大会において車いすテニスのエキシビションマッチが行われることが増えた。さらに、全豪オープンをはじめ、全仏オープン、ウィンブルドン選手権、全米オープンといったテニスの4大大会（グランドスラム）に車いすテニス部門が相次いで創設され、それぞれ大会の開催期間中に同一会場で公式に試合が行われるようになった。2009年からはそれまでのスーパーシリーズの上にグランドスラムのグレードが新設された。
他方、途上国において高価な競技用車いすの入手が難しい状況を踏まえ、国際テニス連盟、ヨハン・クライフ財団、オランダ政府機関らによる車いすテニスシルバーファンドが2002年に創設され、車いすなど用具の寄付をはじめ、コーチの派遣やトップ選手らによる指導、シルバーファンドカップと呼ばれる地域別トーナメントも行われている。

## 主な競技会
NEC車いすテニスツアーに含まれるトーナメントにはその大会規模に従って上から順に、グランドスラム、スーパーシリーズ、マスターズ、ITF1、ITF2、ITF3、フューチャーズの格付けがある。
このうち、車いすテニスにおける4大大会に相当するのがグランドスラムに格付けされた以下の4つの大会である。
- 全豪オープン
- 全仏オープン
- ウィンブルドン選手権
- 全米オープン

NEC車いすテニスマスターズは車いすテニスにおけるシングルスの世界選手権に相当する。ダブルスには車いすテニスダブルスマスターズがある。さらに、パラリンピックや国別対抗戦形式のワールドチームカップなどがある。
日本ではスーパーシリーズに格付けされる飯塚国際車いすテニス大会（ジャパンオープン）のほか、ITF3の大会としてピースカップや神戸オープンなどが開催されている。国内選手権には全日本選抜車いすテニス選手権大会がある。
各大会優勝者については車いすテニス優勝者一覧を参照。

## 主な選手

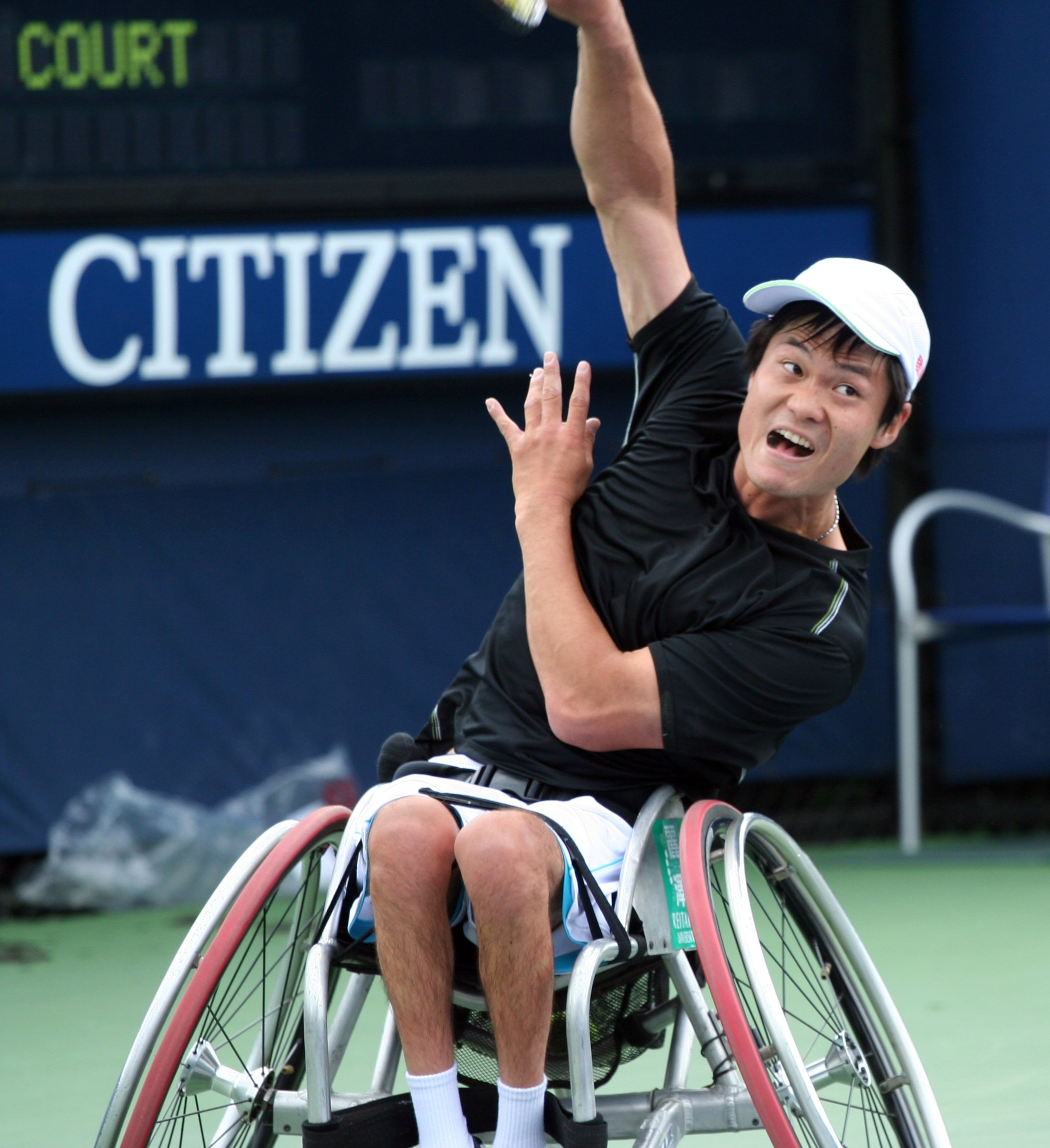
サーブを打つ国枝選手

- ロビン・アマラーン
- 国枝慎吾
- ステファン・ウデ
- 斎田悟司
- 小田凱人
- エステル・フェルヘール
- 八筬美恵
- 上地結衣
- 大谷桃子
- ディーデ・デ・グロート

## 註
1. ↑  International Tennis Federation. “Rules of Wheelchair Tennis” (英語). 2007年12月4日閲覧。
2. ↑  中澤吉裕 (2004年10月21日). “車いすテニスTODAY：車いすテニスについて知っておきたい基礎知識8ヶ条”. tennis365.net. 2007年12月5日閲覧。
3. ↑  中澤吉裕 (2004年11月29日). “車いすテニスTODAY：車いす”. tennis365.net. 2007年12月5日閲覧。
4. ↑  International Tennis Federation. “15. Conditions of Play” (PDF) (英語). Wheelchair Tennis Handbook 2007. 2007年12月5日閲覧。
5. ↑  “日本人男子パラリンピアン車いすテニス選手におけるサーブ速度と回転数の定量化と応用に関する研究” (PDF).   佐藤文平、佐藤周平、船渡和男 (2019年1月1日). 2024年4月10日閲覧。
6. ↑  International Tennis Federation. “Wheelchair Tennis: 1976-1980” (英語). 2007年12月4日閲覧。
7. ↑  International Tennis Federation. “Wheelchair Tennis: 1981-1985” (英語). 2007年12月4日閲覧。
8. ↑  松尾清美「はじめに」日本車いすテニスプレイヤーズ協会・日本身体障害者スポーツ協会『車いすテニス競技』（調査研究報告書）1991年。
9. ↑  佐藤政廣 (2001年1月). “車いすテニスに想う”. ニュースレター：ハート・ラリー.   大阪車いすテニス協会. 2007年10月13日閲覧。
10. ↑  International Tennis Federation. “Wheelchair Tennis: 1986-1990” (英語). 2007年12月5日閲覧。
11. ↑  International Tennis Federation. “Wheelchair Tennis: 1996-2000” (英語). 2009年5月26日閲覧。
12. ↑  International Tennis Federation. “Wheelchair Tennis: 2001-2005” (英語). 2009年5月26日閲覧。
13. ↑  International Tennis Federation. “Wheelchair Tennis: 2006-2009” (英語). 2009年5月26日閲覧。
14. ↑  Nick Mulvenney (2008年9月8日). “For Africans, the wheelchair is the big challenge at Paralympics” (英語).   Reuters. 2008年10月4日閲覧。
15. ↑  ITF Wheelchair Tennis. “About the Silver Fund” (英語). 2008年10月4日閲覧。

### 競技団体
- 日本車いすテニス協会／同公式ブログ車いすテニス通信
- ITF Wheelchair Tennis

### 動画
- U.S. Professional Tennis Association: Wheelchair tennis basics
- BBC Sports
  - Esther Vergeer's wheelchair tennis tips（エステル・フェルヘール）
  - Michael Jeremiasz's tennis tactics（ミカエル・ジェレミアス）